# TW Большого Пса
TW Большого Пса (лат. TW Canis Majoris) — одиночная переменная звезда в созвездии Большого Пса на расстоянии (вычисленном из значения параллакса) приблизительно 11830 световых лет (около 3627 парсеков) от Солнца. Видимая звёздная величина звезды — от +9,93m до +9,26m.

## Характеристики
TW Большого Пса — жёлто-белая пульсирующая переменная звезда, классическая цефеида (DCEP) спектрального класса F5-F8 или F5. Эффективная температура — около 6142 К.